# Niall Ferguson
Niall Ferguson, né le 18 avril 1964 à Glasgow, est un historien britannique. Ses travaux portent sur l’histoire de l’économie et de la finance ainsi que sur l’histoire de l’Empire britannique. Il est réputé pour ses prises de position sur l’impérialisme et le colonialisme et pour ses recherches d'histoire contrefactuelle sujettes à de vives controverses. Il est proche des néo-conservateurs.

## Biographie
Niall Ferguson est né à Glasgow en 1964 dans une famille de la classe moyenne intellectuelle, d'un père médecin et d'une mère professeur ; son grand-père maternel journaliste l'encourage à écrire.
Il suit des études d'histoire à Oxford et sort avec un master en 1985. Il commence une carrière universitaire à Hambourg puis Cambridge et Oxford. En 2002, il accepte une chaire d'histoire de la finance à New York University, puis occupe la chaire d'histoire et d'économie Laurence A. Tisch d'Harvard. Il est également chercheur associé au Jesus College d'Oxford.
À partir de 2002, Niall Ferguson poursuit des carrières parallèles d'universitaire, d'écrivain et d'auteur de télévision.
En 2007, il devient conseiller de GLG Partners, un fonds spéculatif, et publie régulièrement dans le Financial Times.
Il se marie en 1983 avec Susan Douglas, responsable éditorial au Daily Mail ; ils ont trois enfants. En 1999, il rencontre Ayaan Hirsi Ali, Hollandaise d’origine somalienne et dénonciatrice de l’Islam, alors députée au parlement des Pays-Bas. Niall Ferguson se sépare de sa femme ; ils divorcent en 2010, et le mariage avec Ayaan Hirsi Ali est conclu en septembre 2011.
Niall Ferguson reçoit en 2012 le Hayek Prize for Lifetime Achievement.
Il participe à la réunion du Groupe Bilderberg de 2013, 2015 et 2016,,,.

## Œuvres

### Sur la Première Guerre mondiale
Dans son ouvrage The Pity of War, qui le rendit célèbre en 1998, il présente ce qu’il considère comme les dix grands mythes de la Première Guerre mondiale. En se fondant sur une histoire contrefactuelle, il affirme que l’Europe aurait beaucoup eu à gagner à ce que le Royaume-Uni en restant en dehors du conflit laisse l’Allemagne l’emporter. D’après lui, cette Europe sous domination germanique aurait été pacifique, prospère, démocratique et dépourvue d’idéologies comme le fascisme et le communisme. De plus, la Première Guerre mondiale ne serait pas devenue mondiale et se serait soldée par une victoire de l’Allemagne dès 1915. Il reproche à la diplomatie anglaise d’avoir entretenu une position ambiguë sur la question de son entrée en guerre ou non, ce qui troubla Berlin dans sa décision d’entrer en guerre. L’origine du national-socialisme serait ainsi à chercher dans la Première Guerre mondiale et ses conséquences plutôt que dans l’Empire germanique (Second Reich).

### Sur l'immigration en Europe
Il a fait état dans un discours du 1er mars 2004, devant des cadres supérieurs de l'American Enterprise Institute for Public Policy Research, d'un point de vue controversé sur les conséquences de l'immigration en Europe. Selon lui, une guerre civile opposera prochainement en Europe les immigrés musulmans aux populations de souche. Selon lui, le résultat sera le même que si les Maures avaient battu Charles Martel à Poitiers.

### Sur laChinamérique
Fin 2007, avec l'économiste allemand Moritz Schularick, il propose dans ‘Chimerica’ and the global asset market boom le terme de Chimerica pour décrire l'interdépendance des économies chinoise et étasunienne,. 

### Sur les sixKiller Appsqui ont conduit l'Occident à la domination mondiale
Le plus récent ouvrage (2011) de Niall Ferguson est une série de la télévision publique britannique Channel 4, Civilization (le titre fait écho à la série de même nom conçue en 1969 par Kenneth Clark), diffusée en six épisodes à partir d'avril 2011, et accompagnée de la parution d'un livre qui reprend et élargit son texte, Civilization, the West and the Rest, chez Allen Lane, éditeur habituel de Ferguson. Il cherche à décrire et expliquer l'ascension de la civilisation occidentale et la domination mondiale des pays occidentaux depuis leurs humbles débuts il y a 500 ans. L'argument est en six points, que l'auteur appelle de façon provocante « The Killer Apps » comme un logiciel à succès.
- Compétition. Les Européens ont forgé leur aptitude dans le chaos et les guerres religieuses de l'Europe de la Renaissance, pendant que l'Empire chinois, bien plus avancé, s'endormait faute de tensions intérieures.
- Science. Les avancées scientifiques du XVIe et du XVIIe siècle se sont condensées en supériorité technique et militaire, pendant que l'Empire ottoman, bien plus avancé et conquérant jusqu'au siège de Vienne (1683), était intellectuellement immobilisé par le cléricalisme islamique.
- Loi et propriété privée, opposée à la propriété publique. Ce qui explique l'ascension de l'Amérique du Nord où le gouvernement représente les innombrables propriétaires de la terre puis des entreprises ; alors que l'Amérique du Sud espagnole est stérilisée par la concentration de la terre dans les mains de l'aristocratie et le despotisme royal.
- Science appliquée moderne, en particulier la médecine, illustrée par l'offensive de la santé publique dans l'empire colonial français, et la hausse radicale de l'espérance de vie d'abord en Europe et en Amérique, puis partout où l'Occident est arrivé.
- Consommation de masse de produits industriels, illustrée par l'industrie textile et en particulier la production de tissus de coton, en masse et à des prix qui les rendent accessibles à ceux qui les produisent.
- Éthique du travail, élevée en vertu par la religion chrétienne et en particulier le protestantisme (qui encourage aussi la lecture et l'épargne) ; l'auteur note que les Européens déchristianisés sont devenus adeptes du loisir alors que l'Amérique pieuse continue de travailler dur ; il attribue aussi une partie du succès actuel de la Chine aux idées protestantes répandues depuis le début du XXe siècle.

Les autres nations, d'abord colonisées par l'Occident armé de ses six supériorités, ont « downloadé » (téléchargé) le logiciel occidental et le mettent maintenant en œuvre, le Japon ayant été le précurseur ; faute de savoir où était le secret de la supériorité de l'Occident, le Japon avait "tout" pris, y compris la nécessité d'un empire colonial pour son malheur. Le livre s'ouvre sur la réflexion de l'auteur devant un chantier de construction de Chongqing, au milieu de Chinois qui ont assemblé une nouvelle recette du succès : nous sommes au moment où finit la supériorité de l'Occident ; c'est le titre de l'émission de Channel 4 : Civilization, is the West history? (« Civilisation, l'Occident est-il de l'Histoire ancienne ? »).
Le livre et l'émission ont essuyé des accusations de racisme, notamment de la part de l’essayiste indien Pankaj Mishra dans la London Review of Books qui l'accuse de reprendre les arguments des « White Supremacists ». L'auteur réagit en qualifiant l'article de diffamatoire.

## Prises de position politiques
Dans un article publié dans le magazine américain Newsweek, Niall Fergusson dresse un réquisitoire contre le bilan du président américain Barack Obama, souhaitant ouvertement la victoire de son opposant américain Mitt Romney lors de l'élection présidentielle américaine de 2012, affichant ainsi sa sympathie pour le Parti républicain.
Cet article a été très commenté et parfois décrié, par exemple par l'économiste Paul Krugman qui a dénoncé les nombreuses erreurs de Niall Fergusson et affirmé que Newsweek devrait publier un rectificatif. En octobre 2013, dans une série d'articles et d'entretiens, Fergusson s'attache de démontrer les multiples erreurs d'analyse et de prédiction que Paul Krugman a commises dans sa carrière.
En mai 2016, Niall Ferguson signe une tribune publiée dans The Guardian avec 300 éminents historiens, dont Simon Schama et Suzannah Lipscomb, avertissant les électeurs britanniques des dangers du retrait du Royaume-Uni de l'Union européenne, qui condamnerait selon eux la Grande-Bretagne à être transparente sur la scène internationale,,.

## Œuvres

### en anglais
- Paper and Iron. Hamburg Business and German Politics in the Era of Inflation, 1897–1927, Cambridge University Press, Cambridge 1995,  (ISBN 0-521-47016-1).
- The House of Rothschild. Money’s Prophets, 1798–1848, Viking Books, 1998,  (ISBN 0-670-85768-8).
- The World’s Banker: The History of the House of Rothschild, Weidenfeld & Nicolson, 1998,  (ISBN 0-297-81539-3).
- The Pity of War: Explaining World War I, Allen Lane/Penguin Press, 1998.  (ISBN 0-14-027523-1).
  - dt.: Der falsche Krieg. Dt. Verlagsanstalt. Stuttgart. 1998
- The House of Rothschild: The World’s Banker, 1849–1999, Viking Books, 1999.  (ISBN 0-670-88794-3).
- Virtual History. Alternatives and Counterfactuals, Basic Books, 1999,  (ISBN 0-465-02322-3).
- The Cash Nexus. Money and Power in the Modern World, 1700–2000, London: Allen Lane/Penguin Press, 2001,  (ISBN 0-7139-9465-7).
- Empire: How Britain Made the Modern World, Allen Lane.  (ISBN 0-7139-9615-3).
  - Empire. The Rise and Demise of the British World Order, 2003,  (ISBN 0-465-02328-2). (édition américaine)
- Colossus. The Rise and Fall of the American Empire, Allen Lane, 2004,  (ISBN 0-7139-9770-2).
- 1914. Why the World Went to War, Penguin, 2005,  (ISBN 0-14-102220-5).
- War of the World. History’s Age of Hatred, 1914–1989, Allen Lane, 2006,  (ISBN 0-7139-9708-7).
- The Ascent of Money: A Financial History of the World, Allen Lane, 2008,  (ISBN 1-59420-192-7).
- High Financier: The Lives and Times of Siegmund Warburg, Penguin.  (ISBN 978-1-59420-246-9).
- Civilization, The West and the Rest, Allen Lane, Londres, avril 2011.  (ISBN 978-1-84614-456-1).
- The Great Degeneration, Penguin Books, 2013
- Kissinger: 1923–1968: The Idealist, Penguin Press.  (ISBN 978-1-59420-653-5), 2015
- The Square and the Tower: Networks, Hierarchies and the Struggle for Global Power, Penguin Press.  (ISBN 978-0735222915), 2018
- Doom: The Politics of Catastrophe. London: Allen Lane.  (ISBN 9780241488447), 2021.

### en français
- L'Irrésistible Ascension de l'argent : De Babylone à Wall Street [« The Ascent of Money: A Financal History of the World »] (trad. de l'anglais), Paris, Saint-Simon, 2009, 250 p. (ISBN 978-2-915134-45-2)
- Civilisations : Nous et le reste du monde [« Civilization, The West and the Rest »] (trad. de l'anglais), Paris, Saint-Simon, 2014, 344 p. (ISBN 978-2-915134-62-9)
- La Place et la Tour : Réseaux, hiérarchies et lutte pour le pouvoir [« The Square and the Tower: Networks, Hierarchies and the Struggle for Global Power »] (trad. de l'anglais), Paris, Odile Jacob, 2019, 560 p. (ISBN 978-2-7381-4681-6)
- Apocalypses [« Doom: The Politics of Catastrophe » ] (trad. de l'anglais), Paris, Saint-Simon, 2021, 406 p.  (ISBN 978-2-3743-5030-1)